# Киана
Киана (Кианея, др.-греч. Κυανῆ) — персонаж древнегреческой мифологии. Нимфа из Сицилии, возлюбленная речного бога Анаписа. Пыталась помешать Аиду похитить Персефону. Превратилась в источник. Её представляют в женском облике.
Лжеплутарх выдумал рассказ о Киане и Кианиппе.
В честь Кианы назван астероид (403) Киана, открытый в 1895 году.